# Je reste !
Pour l’article homonyme, voir Je reste.
Pour plus de détails, voir Fiche technique et Distribution.
Je reste ! est un film français réalisé par Diane Kurys, sorti en 2003.

## Synopsis
Comment se débarrasser d'un mari qui refuse de quitter le domicile conjugal ? C'est le problème de Marie-Do, confrontée à l'obstination de Bertrand, son époux. Marie-Do a été une femme docile, sage, voire trop sage qui, un jour, grâce à Antoine, son amant, découvre la liberté. Alors, elle demande à Bertrand de partir mais celui-ci s'accroche, suscitant ainsi la sympathie d'Antoine. Le regard compatissant de son amant sur son mari exaspère Marie-Do. Elle finira par découvrir qu'Antoine est scénariste, il passe son temps à faire évoluer à son gré les personnages qu'il croise ou qu'il invente.

## Fiche technique
- Titre : Je reste !
- Réalisation : Diane Kurys
- Scénario : Florence Quentin
- Musique :  Paolo Buonvino
- Photographie : Robert Alazraki
- Montage : Francine Sandberg
- Distribution des rôles : Gérard Moulévrier
- Création des décors : Tony Egry
- Création des costumes : Caroline de Vivaise
- Société de production : Alter Films, France 2 Cinéma, France 3 Cinéma, TPS Star
- Format : couleur - 1,85:1 - 35 mm
- Genre : comédie
- Durée : 100 minutes
- Entrées France : 741 399
- Dates de sortie :
  - Belgique et France : 1er octobre 2003

## Distribution
- Sophie Marceau : Marie-Dominique Delpire
- Vincent Perez : Bertrand Delpire
- Charles Berling : Antoine
- Pascale Roberts : Mamyvonne, la mère de Marie-Do
- François Perrot : J.C.
- Hardy Krüger Jr. : John
- Colette Maire : Geneviève
- Sasha Alliel : Jérôme, le fils
- Jean-Claude de Goros : le père de Marie-Do
- Jacques Duby : le voisin du dessous
- Marie-France Mignal : la voisine du dessous
- Sébastien Haddouk : Alvaro
- Jean Dell : Carcassonne
- Olga Sékulic : l'hôtesse de l'air blonde
- Karine Belly : l'hôtesse de l'air brune
- Laurent Bateau : Bansart
- Emmanuel Quatra : Benoît
- Marie-Christine Adam : la vendeuse de vêtements